# Pacula
Pacula è un comune del Messico, situato nello stato di Hidalgo.